# Leonardo Rivero
Leonardo Rivero, vollständiger Name Leonardo Fabián Rivero Bueno, (* 12. November 1983 in Paysandú) ist ein uruguayischer Fußballspieler.

## Karriere
Der 1,86 Meter große Mittelfeld- bzw. Offensivakteur Rivero stand in der Apertura und Clausura 2003 im Kader des uruguayischen Zweitligisten Paysandú FC und bestritt dort in der Apertura 16 Ligabegegnungen, in denen ihm vier Treffer gelangen. Spätestens ab der Clasura 2009 spielte er für den seinerzeitigen Erstligisten Cerro Largo FC. In der Spielzeit 2008/09 erzielte er dort sieben Treffer. In der nachfolgenden Saison kam er auf elf allerdings torlose Erstligaeinsätze für das Team aus Melo. In den Jahren 2010 und 2011 lief er für den peruanischen Verein FBC Melgar in insgesamt 36 Erstligapartien auf und schoss neun Tore (2010: 13 (5); 2011: 23 (4)). 2012 wechselte er zu Cienciano und traf dort in der Folgezeit zehnmal bei 33 Erstligaeinsätzen. 2013 schloss er sich Gimnasia Jujuy an. bei den Argentiniern wurde er achtmal in der Primera B Nacional aufgestellt (kein Tor). In der Saison 2013/14 spielte er abermals für den Cerro Largo FC. Bei den Ost-Uruguayern konnte er mit sieben erzielten Toren in 14 Einsätzen in der Primera División den Abstieg in die Segunda División am Saisonende allerdings nicht verhindern. In der Zweitligasaison 2014/15 lief er in vier Ligaspielen auf und schoss ein Tor. Für die Spielzeit 2015/16 steht ein weiterer Ligaeinsatz (kein Tor) für ihn zu Buche.